# Tactus (zorginstelling)
Tactus is een instelling voor verslavingszorg in het oosten van Nederland. 
Behalve behandeling, begeleiding en woonzorg van mensen met een verslaving (onder andere alcoholisme-, drugs-, medicijn-, eet en gokverslaving) biedt de instelling ook preventieve activiteiten die voorkoming van verslavingsproblemen als doel hebben. Tactus kent naast reguliere verslavingszorg ook onderdelen met forensische verslavingszorg en verslavingsreclassering. 
Tactus kent meer dan 45 locaties en er werken circa 1500 mensen. De organisatie is in 2006 ontstaan uit een fusie tussen een aantal instellingen voor verslavingszorg in Oost-Nederland (Flevoland, Gelderland en Overijssel). Sommige daarvan bestonden al tientallen jaren, één daarvan stamt zelfs uit het jaar 1900.